# Raúl Juliet
Raúl Juliet Gómez (Santiago, 29 de diciembre de 1910-ibidem, 1 de marzo de 1985), fue un abogado y político radical chileno.

## Primeros años de vida
Fue hijo del exdiputado Bernardino Juliet Ossa y de doña Juvenalia Gómez. Estudió en el Instituto Nacional y en la Universidad de Chile donde se graduó de abogado en 1932, con una tesis titulada "La Adopción".
Paralelo a sus estudios superiores fue ayudante del Seminario de Derecho Civil de su Universidad. Una vez egresado, se desempeñó como consejero de diversas sociedades industriales y comerciales del país.

### Matrimonio e hijos
Contrajo matrimonio conn Eliana Montero Mujica tuvieron tres hijos: Bernardo, Ximena y Raúl.

## Vida pública
Inició sus actividades políticas al integrarse a la Juventud Radical de Santiago en el cargo de presidente. Posteriormente, asumió como secretario de la Asamblea Radical.
El 3 de noviembre de 1946 fue designado Ministro de Relaciones Exteriores ejerciendo hasta el 2 de agosto de 1947 durante la presidencia de Gabriel González Videla.

## Reconocimientos
En su calidad de parlamentario fue condecorado por los gobiernos de:
- Argentina: Libertador San Martín.
- Brasil: Caballero Orden de la Cruz del Sur.
- Suecia.
- China: Sol Naciente.
- Grecia y otras.
- Está inscrito en el "Libro de Oro" de Israel.

## Historial electoral

### Elecciones parlamentarias de 1965
- Elecciones parlamentarias de 1965 a Senador por la Sexta Agrupación Provincial de Curicó, Talca, Maule y Linares Período 1965-1973 (Fuente: Dirección del Registro Electoral, Domingo 7 de marzo de 1965).